# John George Campbell
John George Edward Henry Douglas Sutherland Campbell, IX duque de Argyll, KG, GCMG, GCVO, VD, PC (6 de agosto de 1845-2 de mayo de 1914), usualmente más conocido por el título de cortesía de marqués de Lorne, por el que fue conocido entre 1847 a 1900, fue un noble británico y cuarto gobernador general de Canadá desde 1878 a 1883. Es recordado principalmente por haber dado nombre a lugares de la geografía canadiense en honor de su esposa, y por su paráfrasis métrica del Salmo 121: "Hasta los montes a mi alrededor puedo levantar".

## Educación y carrera
Nació en Londres, hijo mayor de George, marqués de Lorne y de Lady Elizabeth Sutherland-Levenson-Gower, hija del 2.º duque de Sutherland, fue titulado conde de Campbell desde su nacimiento. En 1847, cuando tenía 21 meses de edad, su padre sucedió como 8.º duque de Argyll, y él asumió el título de cortesía de marqués de Lorne. Fue educado en Edinburgh Academy, Eton, St. Andrews y en el Trinity College, Cambridge, también en la Escuela Nacional de Entrenamiento de Arte.
Diez años antes de ir a Canadá, Campbel viajó a lo largo del Norte y Centro de América, escribiendo literatura y poesía en el viaje. En el Reino Unido, representó, desde 1868, al distrito electoral de Argyllshire como miembro liberal del Parlamento en la Cámara de los Comunes.
Campbell se casó con la cuarta hija de la reina Victoria, la princesa Luisa, el 28 de marzo de 1861. Esta era la primera vez que una princesa se contraía matrimonio desigual desde 1515. La pareja compartía una común afición por las artes, pero llevaron una vida separada y nunca tuvieron hijos. Además Campbell, mantenía una amistad íntima con hombres que se rumoreaba tenían inclinaciones homosexuales, lo que planteó preguntas acerca del matrimonio de Campbell y suscitó los rumores alrededor de Londres de que Campbell era bisexual, sino ampliamente predispuesto a la homosexualidad.

## Gobernador general de Canadá

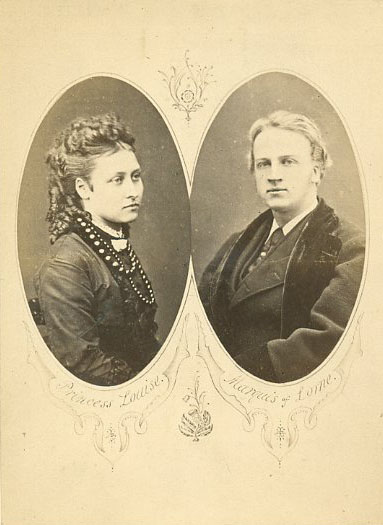
La princesa Luisa y Lord Lorne.

Cuando el nombramiento de lord Lorne fue anunciado, hubo gran entusiasmo en todo Canadá. Por primera vez, Rideau Hall tendría un residente real. El primer ministro relajó su activo programa de campaña para preparar la llegada y organizar un carruaje especial y a la guardia de corps para proteger a la princesa. Un autor escribió en 1880 que «el nombramiento fue saludado con satisfacción en todas las partes del dominio, y el nuevo gobernador general inicia su mandato con los corazones de la gente fuertemente predispuestos a su favor». Sin embargo, Campbell y su esposa no fueron inicialmente bien recibidos por la prensa canadiense, ya que le molestaba la imposición de la realeza en el que hasta ese momento era un país con una sociedad no-real, una posición que solo fue exasperada por contratiempos y malentendidos. Las molestias de una rígida corte en la residencia canadiense de la reina no tenía sentido, la pareja real fue más relajada que sus predecesores, como lo demostraron en patinajes en hielo, fiestas de trineo, galas, cenas y otras ocasiones de Estado en que el marqués y la marquesa fueron anfitriones.
Durante el mandato de Lorne, la recesión sufrida por la economía canadiense terminó, y sir John A. Macdonald regresó como primer ministro. Canadá experimentaba una renovación de optimismo y un repunte de nacionalismo.
A los 33 años, lord Lorne fue el gobernador general de Canadá más joven, pero no demasiado como para manejar las demandas de su cargo. Él y la princesa Luisa hicieron muchas contribuciones a la sociedad canadiense, especialmente en las artes y las ciencias. Favorecieron la creación de la Real Sociedad de Canadá, la Real Academia Canadiense de Artes, la Galería Nacional de Canadá, incluso seleccionando las primeras pinturas. Campbell también estuvo involucrado en la realización de la Canadian Pacific Railway y otros proyectos, como un hospital en Columbia Británica. Además de actuar como mecenas de las artes y las letras en Canadá, Lorne fue autor de muchos libros de prosa y poesía. Sus escritos muestran una profunda apreciación por la belleza física de Canadá.
Durante su gobierno, Lorne se interesó profundamente en Canadá y en los canadienses. Viajó por todo el país promoviendo la creación de diversas instituciones, reuniéndose con miembros de las Primeras Naciones de Canadá.

## Después de Canadá

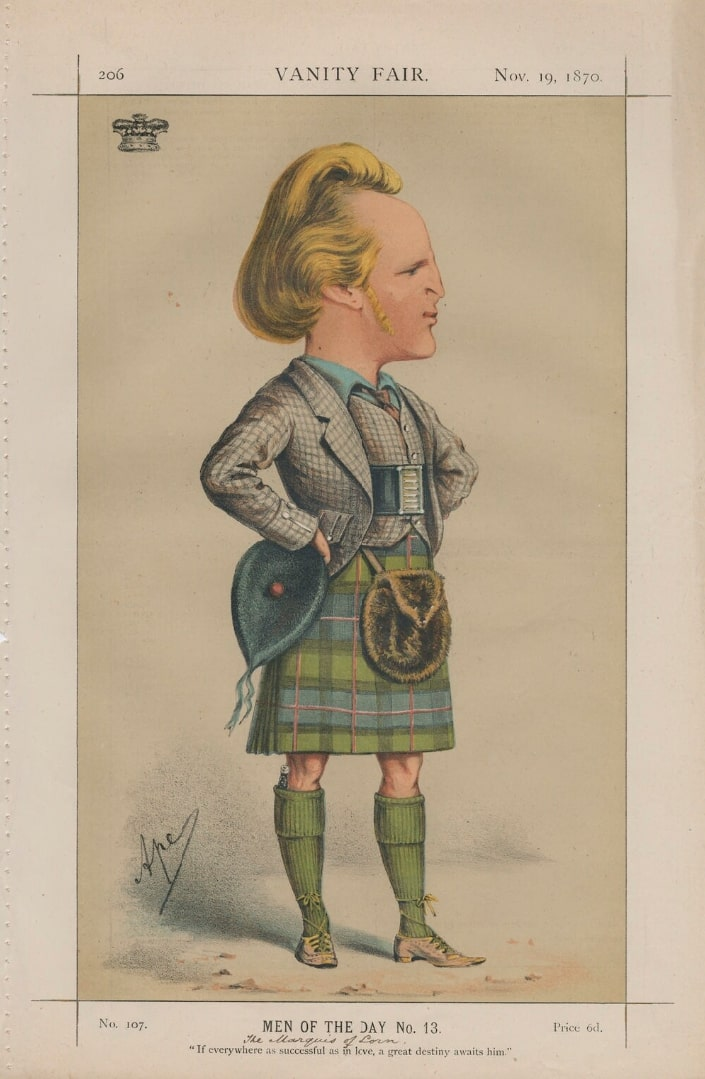
Caricatura del marqués de Lorne para Vanity Fair, 19 de noviembre de 1870.

La princesa Luisa regresó a Inglaterra en 1881, y Lord Lorne dos años después, en 1883. Lord fue gobernador y condestable del Castillo de Windsor de 1892 a 1914, y ocupó su escaño por Manchester South de 1895 hasta la muerte de su padre el 24 de abril de 1900, cuando sucedió como noveno y segundo duque de Argyll (su padre había sido creado duque de Argyll en la nobleza del Reino Unido en 1892). Él y la princesa Luisa vivieron en el Palacio de Kensington hasta su muerte por neumonía en 1914.
Uno de sus amigos íntimos fue Frank Shackelton (hermano del explorador sir Ernest Shackleton), principal sospechoso del robo de las joyas de la Corona Irlandesa. El robo, sucedido en el Castillo de Dublín en 1907, no ha sido esclarecido hasta ahora.

## Literatura
- K. D. Reynolds. Aristocratic Women and Political Society in Victorian Britain (1998)
- Duncan Warrand, Lord Howard de Walden. The Complete Peerage of England, Scotland, Ireland, Great Britain and the United Kingdom, Gloucester, U.K.: Alan Sutton Publishing (2000)
- Peter W. Hammond. The Complete Peerage or a History of the House of Lords and All its Members From the Earliest Times, Gloucestershire, U.K.: Sutton Publishing (1998)
- Charles Mosley. Burke's Peerage, Baronetage & Knightage, Wilmington, Delaware: Burke's Peerage (Genealogical Books) Ltd (2003)